# Dicranomyia (Dicranomyia) longiunguis
Dicranomyia (Dicranomyia) longiunguis is een tweevleugelige uit de familie steltmuggen (Limoniidae). De soort komt voor in het Palearctisch gebied.